# Championnats d'Afrique de lutte 2009
Navigation
Tunis 2008 Le Caire 2010
Les Championnats d'Afrique de lutte 2009 se déroulent du 15 au 17 mai 2009 au Complexe Mohamed V de Casablanca, au Maroc.

## Podiums

### Hommes

#### Lutte libre
| Catégories | Or                           | Argent                | Bronze                        |
| ---------- | ---------------------------- | --------------------- | ----------------------------- |
| 55 kg      | Adama Diatta                 | Mohammed Ben Attya    | Soares Antonio Albano Camague |
| 55 kg      | Adama Diatta                 | Mohammed Ben Attya    | Ibrahim Farag Abdelhakim      |
| 60 kg      | Hassan Ibrahim Madani        | Daniel Hamas          | Hanro Botha                   |
| 60 kg      | Hassan Ibrahim Madani        | Daniel Hamas          | Slim Chihi                    |
| 66 kg      | Mohamed Ali Belayech         | Pieter Pienaar        | Omar Abdou Abdou              |
| 66 kg      | Mohamed Ali Belayech         | Pieter Pienaar        | Billel Ghouini                |
| 74 kg      | Nabil Walid                  | Riad Jelassi          | Augusto Midana                |
| 74 kg      | Nabil Walid                  | Riad Jelassi          | Francisco Nkunga Ngonda       |
| 84 kg      | Ahmed Elabsawy               | Gerald Meyer          | Messi Mata                    |
| 84 kg      | Ahmed Elabsawy               | Gerald Meyer          | Adnan Rahimi                  |
| 96 kg      | Moustafa Saleh Emara         | Etienne van Huyssteen | Elvis Nfoukeu                 |
| 96 kg      | Moustafa Saleh Emara         | Etienne van Huyssteen | Haykel Achouri                |
| 120 kg     | Ismael El Desouky Abdelraouf | Adam Digovich         | Hugues Onanena                |
| 120 kg     | Ismael El Desouky Abdelraouf | Adam Digovich         | Hassine Ayari                 |

#### Lutte gréco-romaine
| Catégories | Or                       | Argent                | Bronze            |
| ---------- | ------------------------ | --------------------- | ----------------- |
| 55 kg      | Hassan Mostafa Abd El Al | Mohamed Bouterfassa   | Maher Boutouri    |
| 60 kg      | Sayed Abdelmonem         | Mourad El Bakali      | Mouatez Djediat   |
| 66 kg      | Hamza Louati             | Mohamed Serir         | Mohamed Ashraf    |
| 74 kg      | Zied Ait Ouagram         | Mohamed Rabea Dawa    | Messaoud Zeghdane |
| 84 kg      | Haykel Achouri           | Richard Ferreira      | Said Khouili      |
| 96 kg      | Hassine Ayari            | Etienne van Huyssteen | Ahmed Elabsawy    |
| 120 kg     | Yasser Abdelrahman Ali   | Attaf Djeddid         |                   |

### Femmes

#### Lutte féminine
| Catégories | Or                  | Argent             | Bronze                      |
| ---------- | ------------------- | ------------------ | --------------------------- |
| 48 kg      | Naziha Hamza        | Houaria Aichoune   | Aguihe Chinwendu            |
| 48 kg      | Naziha Hamza        | Houaria Aichoune   | Aissatou Mbaye              |
| 51 kg      | Isabelle Sambou     | Mona Samir Mahmoud | Marwa Mezyani               |
| 51 kg      | Isabelle Sambou     | Mona Samir Mahmoud | Michelle Tong Mam           |
| 55 kg      | Marwa Amri          | Lovina Odochi      | Rabab Eid Sayed Awad        |
| 55 kg      | Marwa Amri          | Lovina Odochi      | Jacira Francisco Mendonça   |
| 59 kg      | Hela Riabi          | Rabia Lamalsa      | Blessing Oborududu          |
| 59 kg      | Hela Riabi          | Rabia Lamalsa      | Rokhayatou Sonko            |
| 63 kg      | Hayat Farag         | Samia Bejaoui      | Aminata Goudiaby            |
| 63 kg      | Hayat Farag         | Samia Bejaoui      | Zumicke Geringer            |
| 67 kg      | Maher Doaa          | Sabrine Trabelsi   | Euphrasie Sambou            |
| 72 kg      | Annabelle Laure Ali | Sonja Coetzee      | Enas Moustafa Youssef Ahmed |
| 72 kg      | Annabelle Laure Ali | Sonja Coetzee      | Marie Sambou                |